# Port lotniczy Flores-Mundo Maya
Port lotniczy Flores-Mundo Maya (Aeropuerto Internacional Mundo Maya) – port lotniczy zlokalizowany w mieście Flores w Gwatemali.

## Linie lotnicze i połączenia
- TACA Regional (Cancún, Gwatemala)
- Transportes Aereos Guatemaltecos (Gwatemala)